# Music from The Body
Music from The Body es una banda sonora compuesta para el documental de Roy Battersby The Body de 1970, que trata sobre biología humana, narrada por Vanessa Redgrave y Frank Finlay. La música se compuso en colaboración entre el miembro de Pink Floyd Roger Waters y Ron Geesin, e incluye biomúsica, incluyendo sonidos del mismo cuerpo humano (cachetes, respiraciones, risas, susurros, flatulencias, etc.), además de instrumentos tradicionales como guitarra, piano e instrumentos de cuerda. La fecha del álbum lo coloca entre Ummagumma y Atom Heart Mother, este último también con la colaboración de Geesin. La última pista, "Give Birth to a Smile", cuenta con la colaboración de todos los miembros de Pink Floyd, además de Geesin al piano, aunque David Gilmour, Nick Mason y Richard Wright no aparecen en los créditos.

## Lista de canciones
Todas las canciones escritas y compuestas por Ron Geesin, excepto donde se indique lo contrario.. 
| N.º   | Título                                                             | Duración |  |
| 1.    | «Our Song» (escrito por Roger Waters y Ron Geesin)                 | 1:24     |  |
| 2.    | «Sea Shell and Stone» (escrito por Roger Waters)                   | 2:17     |  |
| 3.    | «Red Stuff Writhe»                                                 | 1:11     |  |
| 4.    | «A Gentle Breeze Blew Through Life»                                | 1:19     |  |
| 5.    | «Lick Your Partners»                                               | 0:35     |  |
| 6.    | «Bridge Passage for Three Plastic Teeth»                           | 0:35     |  |
| 7.    | «Chain of Life» (escrito por Roger Waters)                         | 3:59     |  |
| 8.    | «The Womb Bit» (escrito por Roger Waters y Ron Geesin)             | 2:06     |  |
| 9.    | «Embryo Thought»                                                   | 0:39     |  |
| 10.   | «March Past of the Embryos»                                        | 1:08     |  |
| 11.   | «More Than Seven Dwarfs in Penis-Land»                             | 2:03     |  |
| 12.   | «Dance of the Red Corpuscles»                                      | 2:04     |  |
| 13.   | «Body Transport» (escrito por Roger Waters y Ron Geesin)           | 3:16     |  |
| 14.   | «Hand Dance — Full Evening Dress»                                  | 1:01     |  |
| 15.   | «Breathe» (escrito por Roger Waters)                               | 2:53     |  |
| 16.   | «Old Folks Ascension»                                              | 3:47     |  |
| 17.   | «Bed-Time-Dream-Clime»                                             | 2:02     |  |
| 18.   | «Piddle in Perspex»                                                | 0:57     |  |
| 19.   | «Embryonic Womb-Walk»                                              | 1:14     |  |
| 20.   | «Mrs. Throat Goes Walking»                                         | 2:05     |  |
| 21.   | «Sea Shell and Soft Stone» (escrito por Roger Waters y Ron Geesin) | 2:05     |  |
| 22.   | «Give Birth to a Smile» (escrito por Roger Waters)                 | 2:49     |  |
| 41:28 |                                                                    |          |  |